# Hällesjö-Håsjö församling
Hällesjö-Håsjö församling är en församling inom Svenska kyrkan i Södra Jämtland-Härjedalens kontrakt av Härnösands stift. Hällesjö-Håsjö församling ingår i Sydöstra Jämtlands pastorat och ligger i Bräcke kommun i sydöstra Jämtland, Jämtlands län.

## Administrativ historik
Församlingen bildades år 2002 genom sammanslagning av församlingarna Håsjö och Hällesjö. Församlingen utgjorde därefter eget pastorat till 2010 då det ingick i Håsjö pastorat. 1 januari 2022 uppgick pastoratet i Sydöstra Jämtlands pastorat.

## Kyrkor
- Hällesjö kyrka
- Håsjö gamla kyrka
- Håsjö nya kyrka